# دم مهد
دم مهد، روستایی از توابع بخش مرکزی شهرستان کهگیلویه در استان کهگیلویه و بویراحمد ایران است.
فاصله روستای دم مهد تا شهر دهدشت ۶ کیلو متر می باشد 
روستای دم مهد دارای یک استادیوم چمن مصنوعی می باشد 
در روستای دم مهد  طایفه زنگوائی سکنا گزیده  .
ریش سفید و بزرگ طایفه ی زنگوائی در قدیم آقا بهرام زنگوائی و پسر عمویش
اقا فتح الله درویزه بودند .

طایفه زنگوائی به سه تیره
۱- آقا جمشید ،محل زندگی: دهدشت دم مهد تل مرغ و دره گرده
۲- آقا زینل ، محل زندگی:دهدشت دم مهد تل مرغ و پا بیل کنی 
۳-اقا علی سینا ،محل زندگی : بهبهان و گچساران و چمران 
تقسیم شده و هرکدام در مکان و شهر مختلفی با اختلاف کم مشغول زندگی می باشند

جمعیت طایفه زنگوائی در سال ۱۴۰۳ ، برابر با ۳۸۱۲ نفر است

## جمعیت
دم مهد که یکی از روستاهای استان کهگلویه و بویراحمد می‌باشد در در جنوب شهر دهدشت قرار دارد و براساس سرشماری مرکز آمار ایران در سال۱۳۹۵، جمعیت آن ۶۵۳ نفر (۹۱خانوار) بوده‌است.